# ヒドロキシピルビン酸デカルボキシラーゼ
ヒドロキシピルビン酸デカルボキシラーゼ(Hydroxypyruvate decarboxylase、EC 4.1.1.40)は、以下の化学反応を触媒する酵素である。
ヒドロキシピルビン酸{\displaystyle \rightleftharpoons }グリコールアルデヒド + CO2
従って、この酵素の基質は、ヒドロキシピルビン酸のみ、生成物は、グリコールアルデヒドと二酸化炭素の2つである。
この酵素はリアーゼ、特に炭素-炭素結合を切断するカルボキシリアーゼに分類される。系統名は、ヒドロキシピルビン酸 カルボキシリアーゼ (グリコールアルデヒド形成)(hydroxypyruvate carboxy-lyase (glycolaldehyde-forming))である。また、hydroxypyruvate carboxy-lyaseとも呼ばれる。この酵素は、グリオキシル酸及びジカルボン酸の代謝に関与している。